# Werner Gatzer

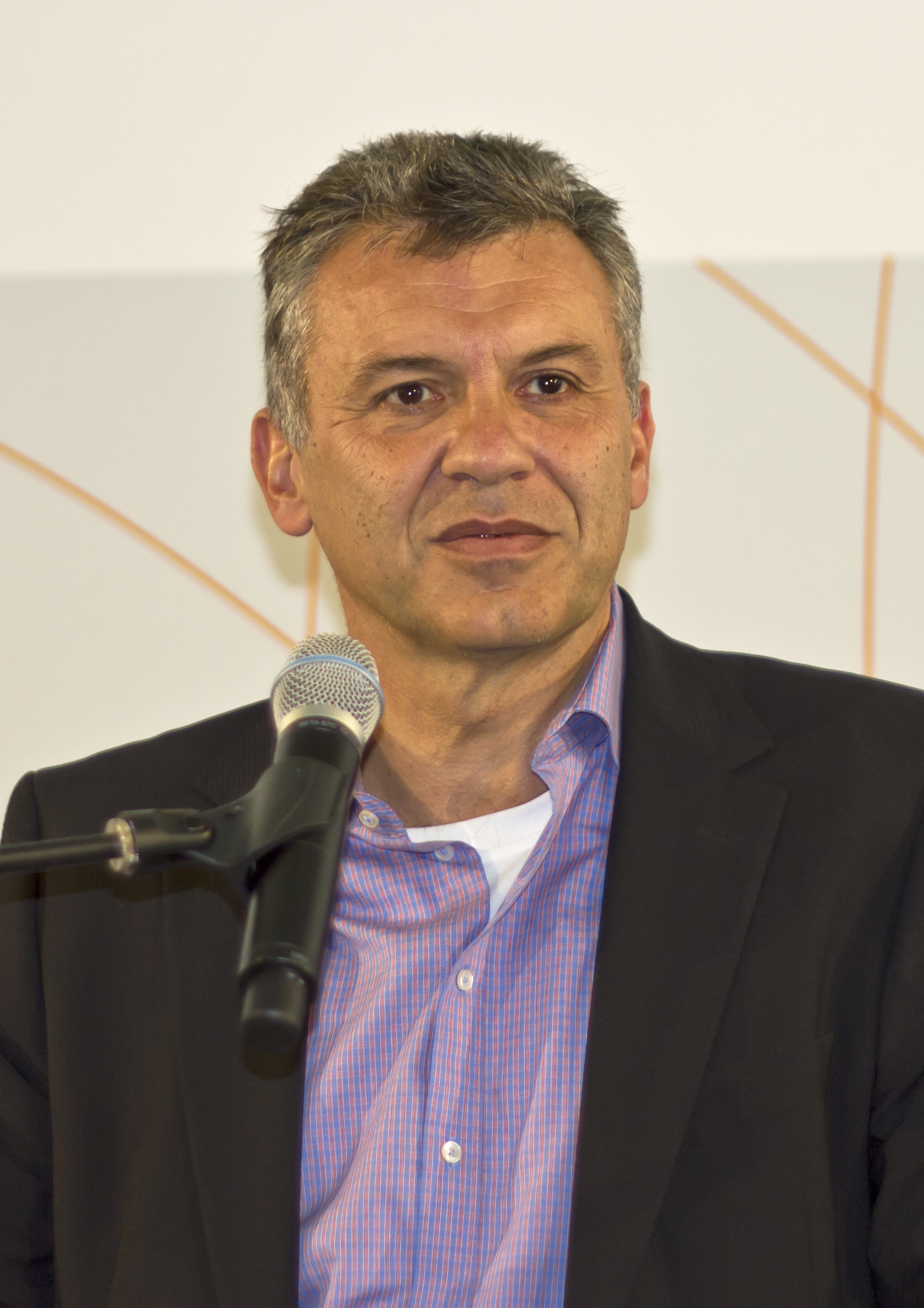
Werner Gatzer 2013

Werner Gatzer (* 4. November 1958 in Bergisch Gladbach) ist ein deutscher Verwaltungsjurist und politischer Beamter. Er war von 2005 bis 2023 mit einer kurzen Unterbrechung Staatssekretär im Bundesministerium der Finanzen. Er ist seit September 2022 auch Vorsitzender des Aufsichtsrats der Deutschen Bahn AG.

## Leben

### Ausbildung und Laufbahn
Gatzer erreichte 1978 das Abitur und studierte von 1978 bis 1984 Rechtswissenschaften in Köln. Er absolvierte von 1984 bis 1987 das Referendariat und begann seine berufliche Laufbahn 1987 als Referent bei den Oberfinanzdirektionen Nürnberg und Köln.
1990 nahm Gatzer seinen Dienst im Bundesfinanzministerium in Bonn auf. Dort war er bis 1998 Referent in verschiedenen Referaten der Haushaltsabteilung, bevor er 1998 zum Referatsleiter für „Parlaments- und Kabinettsangelegenheiten“ in den Leitungsbereich des Bundesministeriums berufen wurde. Anschließend übernahm er 2000 die Leitung einer Unterabteilung in der Haushaltsabteilung und avancierte bereits 2002 unter Bundesminister Hans Eichel (SPD) zum Leiter des Leitungsstabes.
Im Anschluss verließ er das Bundesministerium der Finanzen und war vom 1. Mai 2005 bis zum 30. November 2005 kurzzeitig Geschäftsführer der Bundesrepublik Deutschland – Finanzagentur GmbH.

### Staatssekretär
Gatzer wurde am 1. Dezember 2005, acht Tage nach dem Amtsantritt der schwarz-roten Regierung Merkel I, unter dem neuen Bundesminister Peer Steinbrück (SPD) zum Staatssekretär im Bundesfinanzministerium ernannt. Er folgte auf Staatssekretär Gerd Ehlers, der 2004 vom damaligen Finanzminister Hans Eichel (SPD) als Nachfolger von Manfred Overhaus zum Staatssekretär ernannt worden war, das Bundesfinanzministerium auf Wunsch von Steinbrück aber verließ. Ehlers übernahm stattdessen die Leitung der Bundesrepublik Deutschland – Finanzagentur GmbH, die zuvor Gatzer innegehabt hatte. Gatzer wirkte maßgeblich an der Schaffung der Schuldenbremse mit und galt damals als Anhänger der schwarzen Null.
Bei dem Regierungswechsel und der Bildung des Kabinetts Merkel II nach der Bundestagswahl 2009 wurde Wolfgang Schäuble (CDU) zum Bundesminister der Finanzen ernannt. Er behielt Gatzer als Haushaltsstaatssekretär. Als Schäuble im Oktober nach der Bundestagswahl 2017 zum Präsidenten des Deutschen Bundestages gewählt wurde und unklar war, wer das Bundesfinanzministerium in Zukunft führen würde, verließ Gatzer das Bundesministerium und war vom 1. Januar bis zum 28. Februar 2018 kurzzeitig Vorstandsvorsitzender der DB Station&Service als Nachfolger von André Zeug.
Im Zuge der Bildung des Kabinetts Merkel IV im März 2018 wurde Olaf Scholz (SPD) Bundesfinanzminister. Er holte Gatzer im April 2018 als Staatssekretär in das Ministerium zurück. Gatzer blieb auch unter der im Dezember 2021 gebildeten Bundesregierung Scholz und dem Bundesminister der Finanzen, Christian Lindner (FDP), im Amt.
Gatzer galt (so wie der ehemalige Haushaltsstaatssekretär Manfred Overhaus, der das Amt elf Jahre innehatte) als „ewiger Staatssekretär“.
In dieser Funktion vertrat Gatzer seit dem 11. März 2011 die Bundesrepublik Deutschland im Aufsichtsrat der Flughafen Berlin Brandenburg GmbH, auf Seiten der Aktionärsvertreter ist er Mitglied im Aufsichtsrat der Deutsche Post AG.
Gatzer ist Mitglied des Senats der Max-Planck-Gesellschaft sowie Vorsitzender des Aufsichtsrats der Deutschen Bahn. Von Oktober 2014 bis November 2022 war er Aufsichtsratsvorsitzender der PD – Berater der öffentlichen Hand. Im September 2022 wurde er zum Vorsitzenden des Aufsichtsrats der Deutschen Bahn AG gewählt. Sein Vorgänger Michael Odenwald hatte das Mandat zum 31. Juli 2022 niedergelegt.
Gatzer gilt als einer der Architekten der im Koalitionsvertrag der Ampelregierung als „Zukunftsinvestition“ vereinbarten Umwidmung von Corona-Hilfen in Mittel für den Klimaschutz. Nach dem Urteil des Bundesverfassungsgerichts vom 15. November 2023, das das Zweite Nachtragshaushaltsgesetz 2021 vom 18. Februar 2022 für verfassungswidrig erklärte, versetzte Lindner Gatzer zum Jahresende 2023 in den einstweiligen Ruhestand. Nach dem Kabinettsbeschluss über den Haushalt 2024 im September 2023 hatte Minister Lindner noch anerkennend gesagt: „Lieber Werner, das war nicht dein letzter Haushalt“. Gatzers Nachfolger wurde Wolf Reuter, der bis dahin die Abteilung Finanzpolitische und volkswirtschaftliche Grundsatzfragen im Ministerium leitete. Gatzer selbst teilte mit, dennoch Bahn-Aufsichtsratsvorsitzender zu bleiben.
Gatzer ist nach Otto Schlecht, der noch einige Monate länger im Bundeswirtschaftsministerium tätig war, der am zweitlängsten amtierende Staatssekretär in der Geschichte der Bundesrepublik.

### Familie und Partei
Werner Gatzer ist evangelisch, verheiratet und hat vier Kinder. Er trat während seines Studiums im Jahr 1982 in die SPD ein und war längere Zeit im Kölner Arbeiterviertel Kalk aktiv. Er ist Fan und war Mitglied des Beirates des 1. FC Köln.

## Veröffentlichungen (Auswahl)
- mit Tilmann Schweisfurth (Hrsg.): Öffentliche Finanzwirtschaft in der Staatspraxis. 1. Auflage, Berliner Wissenschafts-Verlag, Berlin 2015, ISBN 978-3-8305-3325-2.